# Elizabeth Kell
Elizabeth Kell (ur. 9 lipca 1983 w Sydney) – australijska wioślarka.

## Osiągnięcia
- Mistrzostwa Świata Juniorów – Zagrzeb 2000 – czwórka podwójna – 12. miejsce[1].
- Mistrzostwa Świata Juniorów – Duisburg 2001 – dwójka podwójna – 4. miejsce[1].
- Mistrzostwa Świata – Mediolan 2003 – dwójka podwójna – 6. miejsce[1].
- Mistrzostwa Świata – Eton 2006 – dwójka podwójna – 1. miejsce[1].
- Igrzyska Olimpijskie – Pekin 2008 – ósemka – 6. miejsce[1].